# Anna Kéthly
Anna Kéthly, född 1889 i Budapest, död 1976 i Blankenberge, Belgien, var en ungersk politiker (socialdemokrat). 

## Biografi
Kéthly blev år 1922 Ungerns andra kvinnliga parlamentsledamot. Hon var känd för sin kritik mot Miklós Horthy. Hon vägrade efter andra världskriget att alliera sig med kommunisterna då dessa övertog makten 1947. 
Kéthly fängslades 1950 men frigavs 1954 och ingick 1956 i Imre Nagys revolutionsregering. Efter folkresningen 1956 lämnade hon landet och levde från 1957 i exil i Bryssel.